# Орлов, Василий Григорьевич (библиотечный деятель)
Василий Григорьевич Орлов (11 февраля 1916, Туруново, Российская империя — 30 октября 1993, Йошкар-Ола, Марий Эл, РФ) — советский, марийский и российский библиограф

, библиотечный деятель, детский писатель и первый диктор на марийском радио, заслуженный работник культуры РСФСР (1965).

## Биография
Родился 11 февраля 1916 года в Турунове. В 1935 году поступил в МГБИ, который он окончил в 1940 году, в том же году был принят на работу в Республиканскую научную библиотеку Марийской АССР в качестве библиотекаря и проработал вплоть до 1958 года. В 1958 году был избран директором данной библиотеки, данную должность он занимал вплоть до 1976 года, после чего ушёл на пенсию, одновременно с этим с 1964 по 1976 год работал заместителем министра культуры Марийской АССР по библиотечной работе. В качестве детского писателя написал ряд детских книжек.
Скончался 30 октября 1993 года в Йошкар-Оле.

## Научные работы
Основные научные работы посвящены оптимизации работы Республиканской научной библиотеки Марийской АССР. Автор ряда научных работ.
- Создал благоприятные условия для работы коллектива в библиотеке, а также способствовал помощи сотрудникам, которые проходят специальное образование, или повышают квалификацию.
- Создал систему краеведческих библиографических пособий.
- Способствовал открытию в библиотеке отделов краеведения и местной печати (1959), а также отдел обслуживания работников сельского хозяйства (1965).
- Способствовал превращению библиотеки из обычной научной в республиканский методический центр.
- Укрепил материально-техническую базу библиотеки и способствовал строительству нового здания библиотеки.